# Drahtwerk Nord Areal
Koordinaten: 49° 16′ 44″ N, 7° 6′ 18″ O

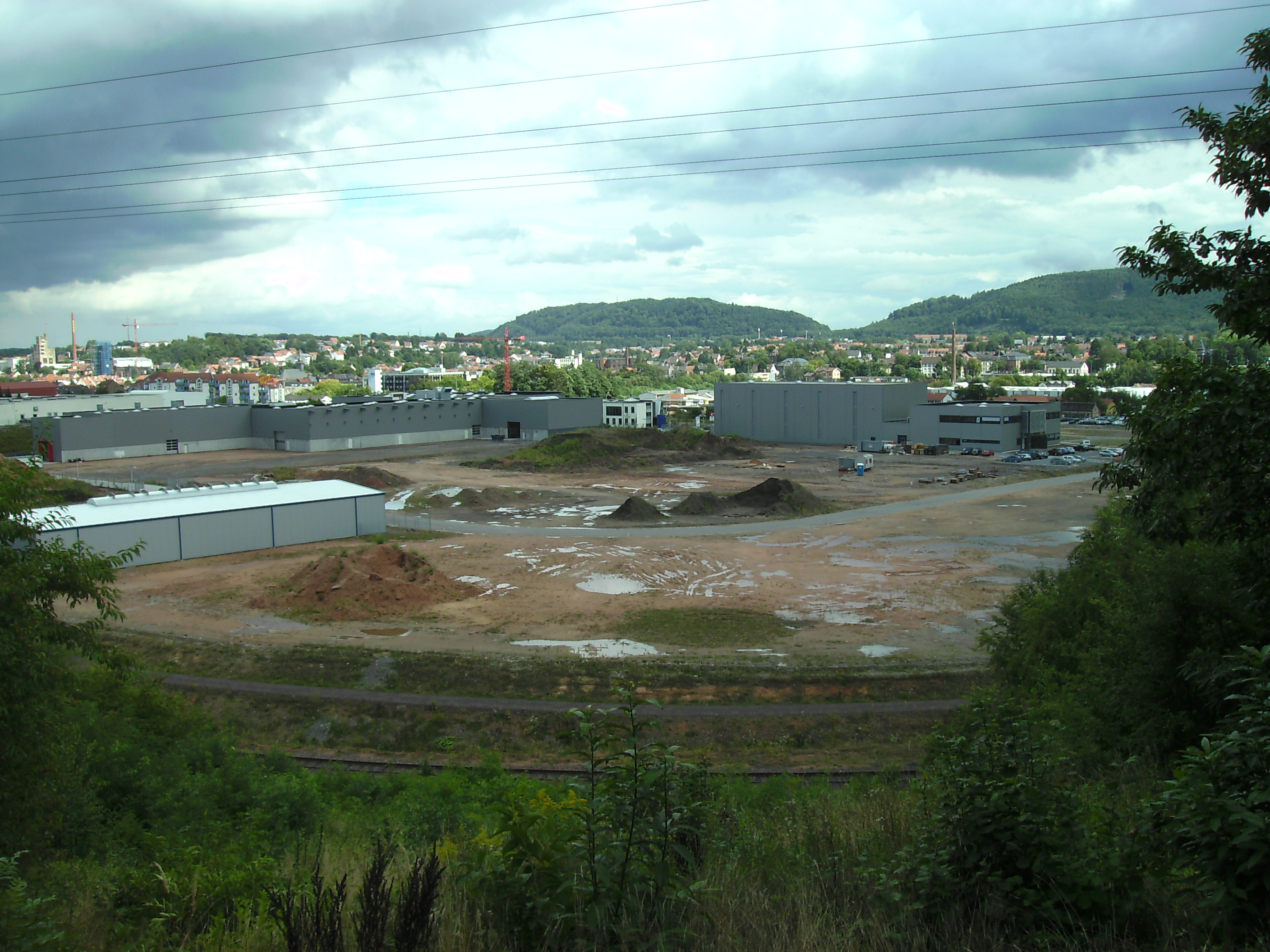
Gewerbegebiet „Drahtwerk Nord Areal“

Das Drahtwerk Nord Areal ist ein ca. 23 ha großes Industriegebiet in St. Ingbert auf einer nicht mehr genutzten Teilfläche des Drahtwerks St. Ingbert GmbH, einer Tochtergesellschaft der Saarstahl AG, welche 2004 seiner neuen Bestimmung zugeführt wurde. Bereits im Jahr 2007 fanden die ersten Ansiedlungen statt. Der noch aus der Zeit seiner früheren Nutzung bestehende Eisenbahnanschluss führt komplett um das DNA herum und wird für ein benachbartes Industriegebiet noch immer genutzt. Ein Anschlussgleis ist so für jeden Industriebetrieb möglich.
Nordwestlich der Innenstadt, unmittelbar am „Inneren Ring“ entsteht derzeit auf dem Gelände des ehemaligen Stahlwerks „Drahtwerk Nord“ eine der größten und modernsten Gewerbeflächen des Saarlandes. Das seit 1996 nicht mehr genutzte Areal wird zu einem hochwertigen Industrie- und Technologiepark umgebaut. Finanziert wird das Projekt durch die Stadt St. Ingbert, das Saarland (mit einem Zuschuss von 2,7 Millionen Euro aus dem Förderprogramm „Aktion Wasserzeichen.“) und die Europäische Union. Ziel ist die Ansiedlung innovativer Dienstleistungsunternehmen und arbeitsplatzintensiver Gewerbebetriebe.
Die ökologischen Aspekte einer solch großen Fläche werden besonders berücksichtigt: Gehnbach und Rischbach wurden entflechtet und offengelegt und ein neues Rückhaltebecken wurde gebaut. Ende 2007 ging ein Wärmenetz, das durch ein 2,0-Megawatt-Biomasse-Hackschnitzelkraftwerk betrieben wird, ans Netz. Auch das nahe gelegene Rathaus und die Stadthalle sind daran angeschlossen. Dafür wurden insgesamt 2.000 Meter Rohrleitungen verlegt. 800.000 Euro vom 2,7 Mio.-Gesamtvolumen kamen dafür aus dem Fördertopf des Landes „Zukunftsenergie-Programm-Plus“.
Mit diesen Bemühungen wird St. Ingberts Anspruch als Teil des Biosphärenreservats Bliesgau unterstrichen.

## Ansässige Unternehmen

### C.M.C. Creative Marketing & Consulting GmbH
Die C.M.C. GmbH bietet maßgeschneiderte Marketing- und Beratungsleistungen für Unternehmen, mit einem Schwerpunkt auf innovative Werbekonzepte.

### Eurice – European Research and Project Office GmbH
Eurice unterstützt Wissenschaftler und Unternehmen bei der Beantragung und Umsetzung von EU-geförderten Forschungs- und Innovationsprojekten.

### IB-Lenhardt AG
Die IB-Lenhardt AG ist ein weltweit tätiger Dienstleister für Funk- und Telekommunikationszulassungen. Das Unternehmen bietet umfassende Prüf- und Zertifizierungsdienste für Hersteller von Kommunikationsprodukten an.

### TRUCKTEC Automotive GmbH
TRUCKTEC Automotive ist ein Anbieter von Ersatzteilen für Nutzfahrzeuge und PKWs, spezialisiert auf den internationalen Markt.

### Weisang GmbH
Weisang entwickelt Softwarelösungen für die technische Datenanalyse und ist insbesondere für die Software FlexPro bekannt, die in Forschung und Entwicklung eingesetzt wird.